# Rafa Mir
Rafael Mir Vicente (* 18. června 1997 Cartagena) je španělský profesionální fotbalista, který hraje na pozici útočníka za španělský klub Sevilla FC.

## Klubová kariéra
Mir se v mládí věnoval futsalu, hrál za mládežnický tým CD Javalí Nuevo. Po angažmá v ElPozo Murcia FS začal hrát fotbal v týmu Ranero CF, kde vstřelil 57 a 84 gólů ve dvou po sobě jdoucích sezónách. Následně se připojil do akademie FC Barcelona. Po dvou letech se vrátil do Murcie, konkrétně do největšího klubu ve městě, do Realu Murcia. Zde udělal dojem na skauty Valencie CF, která ho získala v roce 2012.

### Valencia
Mir debutoval v rezervním týmu Valencie 1. března 2015, když v 88. minutě ligového utkání proti CE L'Hospitalet vystřídal Wilfrieda Zahiba.
Mir vstřelil za B-tým první gól 7. března 2015, a to při výhře 2:0 nad CF Badalona.
Následující sezónu Mir zapůsobil v Juniorské lize UEFA, když zaznamenal dvě branky ve dvou po sobě jdoucích zápasech proti belgickému Gentu. Dne 14. listopadu 2015 nastoupil poprvé v základní sestavě rezervního týmu, odehrál celých 90 minut při prohře 4:2 proti Villarrealu B.
Dne 21. listopadu 2015 byl Mir poprvé povolán do A-týmu manažerem Nunem Espíritem Santem na zápas La Ligy proti UD Las Palmas; do utkání, které skončilo remízou 1:1 však nenastoupil. Debutoval 24. listopadu, když se objevil v základní sestavě zápasu Ligy mistrů proti Zenitu Petrohrad, byl vystřídán Santi Minou v 56. minutě.
Svůj ligový debut si odbyl 28. srpna, když vystřídal na poslední čtyři minuty utkání proti Las Palmas Enza Péreze.
Mir zahájil první polovinu sezóny 2017/18 v rezervě v dobré formě, když v 19 zápasech vstřelil 15 gólů a přitahoval zájem Realu Madrid a Wolverhamptonu Wanderers.

### Wolverhampton Wanderers
Dne 3. ledna 2018 Mir přestoupil do anglického druholigového klubu Wolverhampton Wanderers za částku okolo 2 miliónu euro, podepsal s klubem smlouvu na čtyři a půl roku. V týmu se sešel se svým bývalým trenérem z Valencie, Nunem Espíritem Santem. Debutoval o tři dny později ve třetím kole FA Cupu proti Swansea City; v 77. minutě vystřídal Léa Bonatiniho.
Dne 23. července 2018 odešel Mir na roční hostování do španělského UD Las Palmas. O rok později se vrátil do EFL Championship, když odešel na další roční hostování, tentokráte do Nottinghamu Forest. Poté, co nedostával v týmu dostatek příležitostí a nedařilo se mu ani střelecky, bylo hostování 14. ledna 2020 předčasně ukončeno.
Bezprostředně po jeho příchodu z Nottinghamu byl Mir na 18 měsíců zapůjčen španělskému klubu SD Huesca. V druhé nejvyšší španělské soutěži debutoval 19. ledna 2020, když odehrál 72 utkání proti Realu Oviedo. 8. února byl vyloučen v zápase proti Gironě za udeření loktem do obličeje Álexe Granella. 17. července dvakrát skóroval při domácím vítězství 3:0 nad CD Numancia, čímž zajistil klubu postup do La Ligy. 29. ledna následujícího roku zaznamenal hattrick při vítězství 3:1 nad Realem Valladolid.
Po návratu z úspěšného hostování v Huesce a povedeném olympijském turnaji se začaly šířit spekulace o trvalém odchodě Mira z Wolverhamptonu. Mezi údajné zájemce patřila například Sevilla, Barcelona a zejména Atlético Madrid. Ve hře byl i návrat do Valencie.

### Sevilla
Na konci srpna 2020 byl dotažen přestup Mira do španělské Sevilly, která za něj zaplatila částku ve výši 16 miliónů euro. 

## Reprezentační kariéra
Dne 29. června 2021 byl Mir nominován manažerem Luisem de la Fuente do 22členného týmu na Letní olympijské hry 2020. Dne 31. července vystřídal v 92. minutě čtvrtfinálového utkání proti Pobřeží slonoviny za stavu 1:2 Mikela Merina a o minutu později vyrovnal a poslal zápas do prodloužení, v němž přidal další dva góly a dokončil hattrick. Pomohl Španělsku k postupu do semifinále. Mir nastoupil také do finále proti Brazílii, když v 104. minutě vystřídal Mikela Oyarzabala. Španělé zápas prohráli 1:2 po prodloužení a získali stříbrné olympijské medaile.

## Statistiky

### Klubové
K 22. dubnu 2021
| Klub                      | Sezóna  | Liga             | Liga   | Liga | Národní pohár | Národní pohár | Ligový pohár | Ligový pohár | Celkem | Celkem |
| Klub                      | Sezóna  | Liga             | Zápasy | Góly | Zápasy        | Góly          | Zápasy       | Góly         | Zápasy | Góly   |
| ------------------------- | ------- | ---------------- | ------ | ---- | ------------- | ------------- | ------------ | ------------ | ------ | ------ |
| Valencia                  | 2015/16 | La Liga          | 0      | 0    | 1             | 0             | —            | —            | 1      | 0      |
| Valencia                  | 2016/17 | La Liga          | 2      | 0    | 3             | 0             | —            | —            | 5      | 0      |
| Valencia                  | Celkem  | Celkem           | 2      | 0    | 4             | 0             | 0            | 0            | 6      | 0      |
| Wolverhampton             | 2017/18 | Championship     | 2      | 0    | 2             | 0             | —            | —            | 4      | 0      |
| Wolverhampton             | 2018/19 | Premier League   | 0      | 0    | 0             | 0             | 0            | 0            | 0      | 0      |
| Wolverhampton             | Celkem  | Celkem           | 2      | 0    | 2             | 0             | 0            | 0            | 4      | 0      |
| Las Palmas (host.)        | 2018/19 | Segunda División | 30     | 7    | 0             | 0             | —            | —            | 30     | 7      |
| Nottingham Forest (host.) | 2019/20 | Championship     | 11     | 0    | 0             | 0             | 2            | 0            | 13     | 0      |
| Huesca (host.)            | 2019/20 | Segunda División | 18     | 9    | 0             | 0             | —            | —            | 18     | 9      |
| Huesca (host.)            | 2020/21 | La Liga          | 38     | 13   | 1             | 3             | —            | —            | 39     | 16     |
| Huesca (host.)            | Celkem  | Celkem           | 56     | 22   | 1             | 3             | 0            | 0            | 57     | 25     |
| Sevilla                   | 2021/22 | La Liga          | 0      | 0    | 1             | 0             | —            | —            | 1      | 0      |
| Celkem                    | Celkem  | Celkem           | 101    | 29   | 7             | 3             | 2            | 0            | 110    | 32     |

## Ocenění

### Klubové

#### SD Huesca
- Segunda División: 2019/20

### Reprezentační

#### Španělsko U23
- Letní olympijské hry: 2020 (druhé místo)